# Sądowel

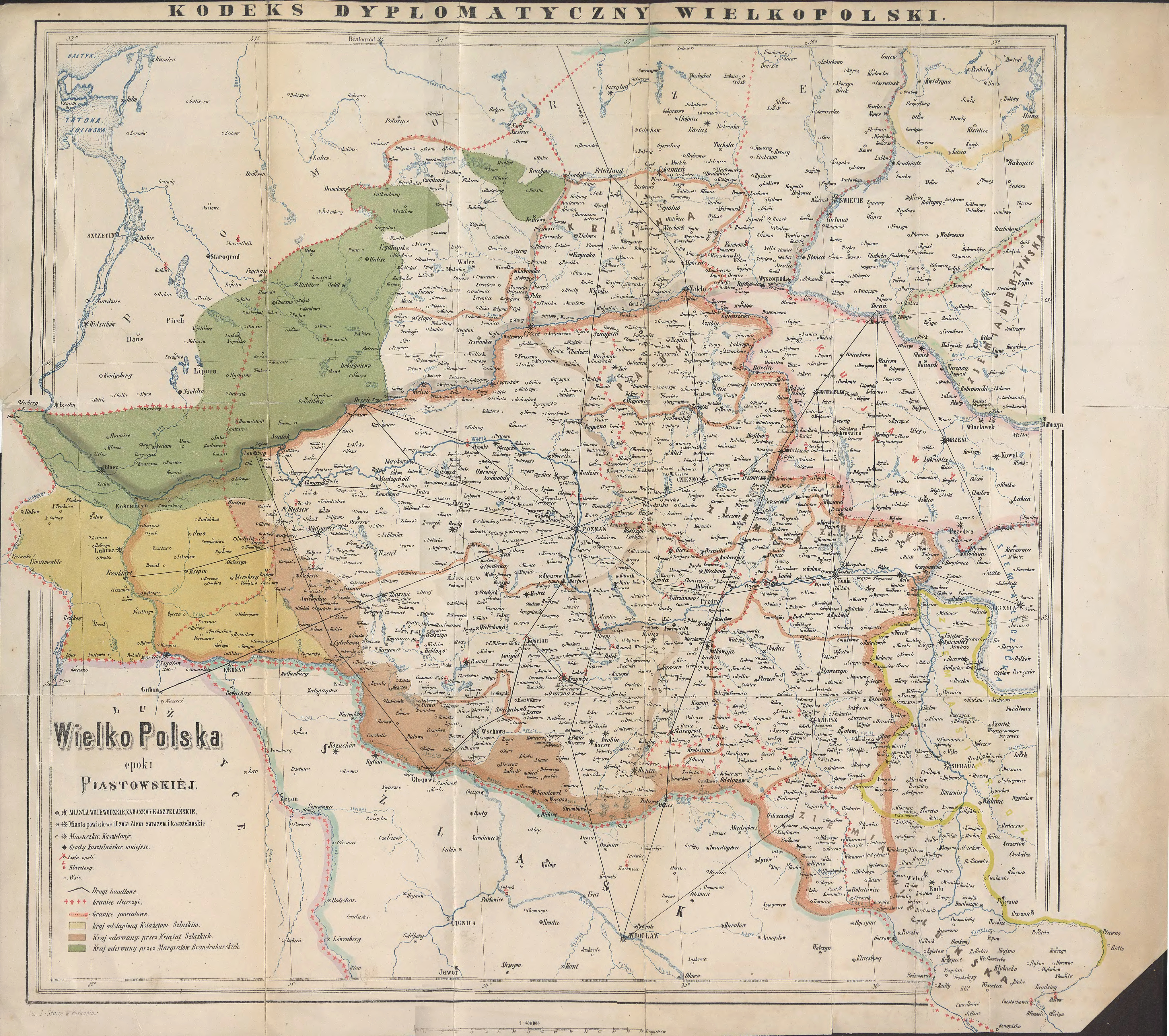
Sądowel w granicach Wielkopolski na mapie według Kodeksu dyplomatycznego Wielkopolski.

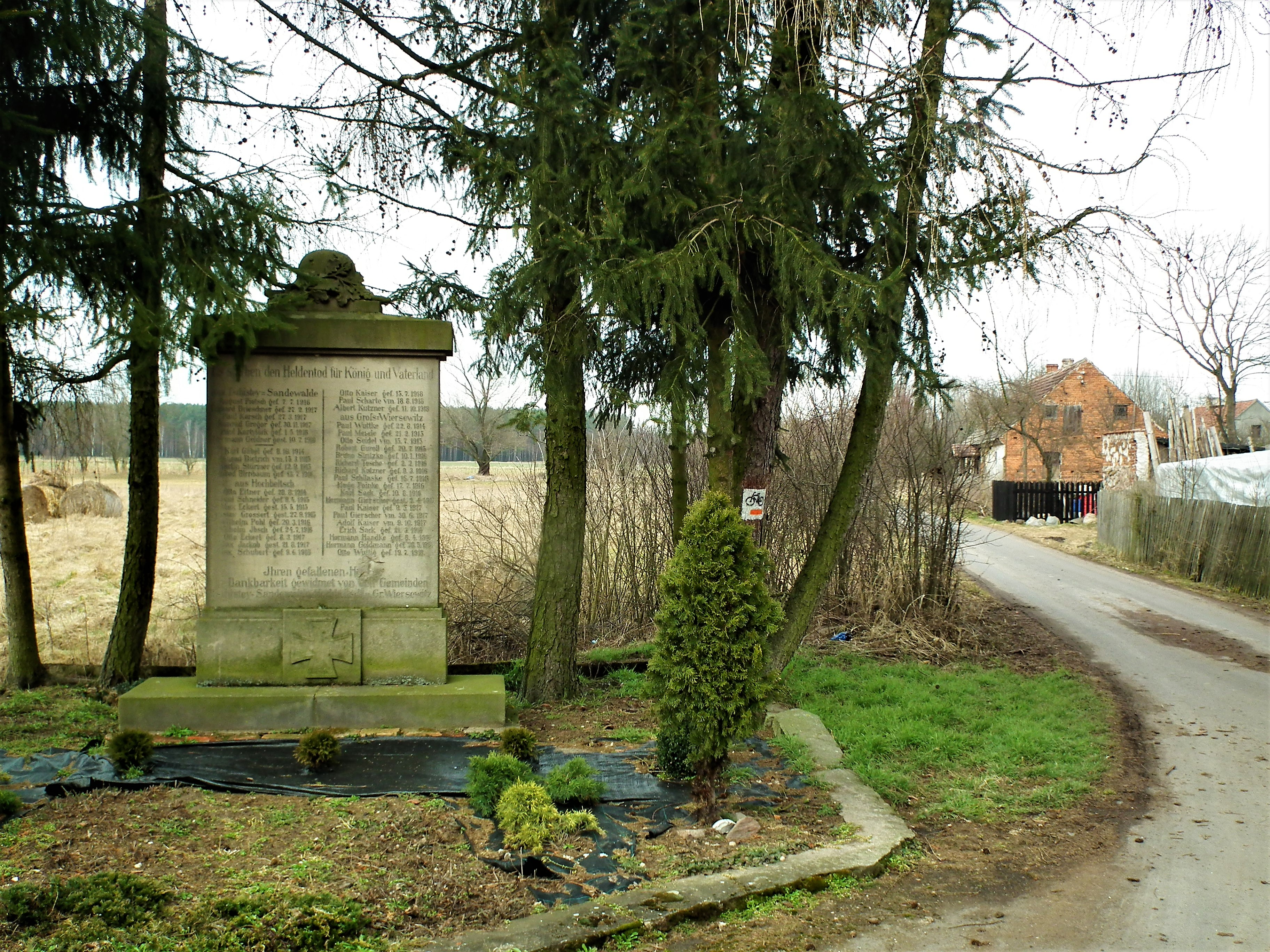
Fragment wsi z pomnikiem poległych w I wojnie światowej

Sądowel (niem. Sandelswalde) – wieś w Polsce, położona w województwie dolnośląskim, w powiecie górowskim, w gminie Wąsosz.
Do 2023 r. miejscowość była częścią wsi Lechitów.
Wchodzi w skład sołectwa Lechitów.

## Nazwa
Nazwa miejscowości pochodzi od polskiego słowa sąd. Niemiecki geograf oraz językoznawca Heinrich Adamy w swoim dziele o nazwach miejscowych na Śląsku wydanym w 1888 roku we Wrocławiu, wymienia jako najwcześniejsze zanotowane nazwy wsi w dokumencie z 1103 roku Sandowel oraz Sądowl podając ich znaczenie "Gerichtsort" – "miejscowość sądów".
Śląski pisarz Konstanty Damrot w swojej pracy o śląskim nazewnictwie z 1896 roku wydanej w Bytomiu wymienia dwie nazwy: polską w formie "Sędziwój" oraz niemiecką w formie "Sandewalde". Cytuje on również szereg nazw zanotowanych w średniowiecznych, łacińskich dokumentach: 1103 Sandovel oraz Sandveli, 1155 Sandul oraz Sandoul, 1202 Sandoval, Zandovel oraz Zudowel. Nazwę powiązał on z popularnym w średniowieczu, staropolskim imieniem Sędziwoj. W wyniku procesów lingwistycznych "j" miało zamienić się w "l". Imię Sędziwój również zawiera w pierwszym części słowo "sąd" więc obie teorie nie są sprzeczne.
22
W księdze łacińskiej Liber fundationis episcopatus Vratislaviensis (pol. Księga uposażeń biskupstwa wrocławskiego) spisanej za czasów biskupa Henryka z Wierzbna w latach 1295–1305 miejscowość wymieniona jest w zlatynizowanej formie Zandawel.

## Historia
Sądowel uznawany jest za jedną z najstarszych osad, a następnie pierwszych grodów kasztelańskich w tej okolicy. Bulla papieża Hadriana IV z 1155 wymienia Sądowel jako gród kasztelański, który był w posiadaniu biskupstwa wrocławskiego. Zapisy w kronikach odnotowują, że władza spoczywała w rękach przedstawicieli wielu polskich rodów m.in. Częstobór, Mojko, Przebysław i Trybut.
Miejscowość początkowo leżała w granicach Wielkopolski. W średniowieczu została zdobyta i w wyniku aneksji, przyłączona do Śląska przez książąt śląskich. W 1217 miało miejsce w Sądowlu zawarcie pokoju pomiędzy księciem wielkopolskim Władysławem Laskonogim a księciem śląskim Henrykiem I Brodatym, w wyniku którego miejscowość przypadła temu ostatniemu .
Według hipotezy Krzysztofa Ożóga to właśnie w tej miejscowości miał miejsce w 1281 roku zjazd Piastów śląskich, na którym gospodarz, Henryk IV Probus, łamiąc wszelkie zasady gościnności, uwięził zaproszonych Henryka III, Przemysła II i Henryka V, chcąc uzyskać od nich ustępstwa polityczne. Gród uległ zniszczeniu w 1319 w wyniku walk Bolesława III, księcia brzeskiego.
Kościół katolicki wybudowano w miejscowości w XI wieku zaraz po wprowadzeniu chrześcijaństwa w Polsce. W wieku XVI został on zamieniony na protestancki. W II połowie XVIII w. kroniki odnotowały istnienie kościoła ewangelickiego, plebanii i szkoły.
W 1821 roku w miejscowości od nowa wybudowano kościół protestancki. W XIX wieku miejscowość pod niemiecką nazwą Sandewalde oraz polską Sądowa Góra wymienia Słownik geograficzny Królestwa Polskiego podając, że leży ona w powiecie górowskim (Guhrau). Notuje on również, że w 1842 roku znajdowało się w niej 10 domów z 73 mieszkańcami, wśród których był 1 katolik.
Obecnie jest to wieś niesołecka, sołectwo znajduje się w pobliskim Lechitowie.
W latach 1975–1998 Sądowel należał administracyjnie do województwa leszczyńskiego.

### Zabytki
Do wojewódzkiego rejestru zabytków wpisany jest obiekt:
- kościół ewangelicki, obecnie rzym.-kat. fil. pw. Matki Bożej Królowej Świata, z drugiej poł. XIX w.

Warte uwagi są dwa grodziska znajdujące się na przeciwległych brzegach Baryczy oraz domy szachulcowe stanowiące zabudowę wsi.

## Osoby urodzone w Sądowlu
- W 1686 urodził się Adam Christian Thebesius;
- W 1824 urodził się Kuno Fischer.